# Cecylia Lubomirska
Cecylia Lubomirska, née le 28 juin 1907 à Poręba Wielka (Pologne) et morte le 20 septembre 2001 à São Paulo, (Brésil), est une princesse polonaise de la famille Lubomirski devenue princesse de Bourbon-Siciles par mariage en 1932.

## Biographie
Cecylia Lubomirska, née en 1907, est la fille unique et la seconde des quatre enfants du prince Kazimierz Lubomirski, ambassadeur et homme politique, (1869-1930) et de la comtesse Maria Teresa Wodzicka (1883-1948), mariés à Cracovie en 1902. Elle a trois frères : 1) Henryk (1905-1986), 2) Sebastian (1908-1997) et 3) Andrzej (1911-2003).

## Mariage et descendance
Cecylia Lubomirska épouse en la cathédrale du Wawel à Cracovie, le 15 septembre 1932, le prince Gabriel de Bourbon-Siciles (1897-1975), veuf depuis 1929 de Malgorzata Izabella Czartoryska. Ils ont quatre enfants :
- Giovanni Marie Casimir de Bourbon, prince des Deux-Siciles, né le 30 juin 1933 à Varsovie et mort le 25 décembre 2000, Madrid, célibataire.
- Maria-Margherita Therese Antoinette Alfonsine Casimira de Bourbon, princesse des Deux-Siciles, née le 16 novembre 1934 à Varsovie et morte le 15 janvier 2014 à Madrid, épouse en 1962 Luiz-Gonzaga Maldonaldo y Gordon (1932), séparés, dont trois filles ;
- Maria-Immacolata de Bourbon, princesse des Deux-Siciles, née le 25 juin 1937, Varsovie et morte le 14 mai 2020 à Palma de Majorque, épouse en 1970 Manuel Garcia de Saez y Tellecea (1921-1982), divorcés en 1979, dont deux enfants ;
- Casimir Maria Alfons Gabriel de Bourbon, prince des Deux-Siciles, né le 8 novembre 1938 à Varsovie, épouse le 29 janvier 1967, à Rio de Janeiro avec Marie-Christine de Savoie-Aoste née le 12 septembre 1933 au château de Miramare, à Trieste en Italie et morte le 18 novembre 2023 à São Paulo au Brésil[3], elle épouse, le 29 janvier 1967, Casimir de Bourbon (1938), prince des Deux-Siciles. Trieste, fille d'Amédée II de Savoie-Aoste, duc d'Aoste (1898-1942) et d'Anne d'Orléans (1906-1986), dont quatre enfants :
  - Luis Alfonso (né le 28 novembre 1970 à Rio de Janeiro), épouse en 1998 Christine Apovian (née en 1969) (divorcés), dont une fille (Anna Sofia, née en 1999) ; épouse en secondes noces Maria da Glória Ganem Rubião, dont trois enfants : Maria Isabel (2012), Luisa Fernanda (2014) et Paulo Alfonso, jumeau de la précédente (2014) ;
  - Anna Cecilia (née le 24 décembre 1971 à São Paulo), qui épouse en 2005 le comte Rodolphe de Causans (né en 1973), dont deux enfants : Amedeo (2006) et Victoria (2009) ;
  - Elena (née le 9 septembre 1973 à São Paulo), célibataire ;
  - Alejandro (née le 9 août 1974 à São Paulo), ordonné prêtre à Rome le 22 mai 2007, légionnaire du Christ, appartenant au diocèse de São Paulo sous le nom de Padre Alessandro Enrico de Borbón[4].

## Honneur
Cecylia Lubomirska est :
- Dame grand-croix de l'ordre sacré et militaire constantinien de Saint-Georges (ordre dynastique de la maison de Bourbon-Siciles).

## Sources et références
- (en) Cet article est partiellement ou en totalité issu de l’article de Wikipédia en anglais intitulé « Cecylia Lubomirska » (voir la liste des auteurs).

1. 1 2  Énache 1999, p. 460.
2. ↑  Énache 1999, p. 461-462.
3. ↑  François Guyard, « SAR la Principessa Maria Cristina di Savoia Aosta Borbone due Sicilie (1933-2023) », sur Gothanjou.blog, 18 novembre 2023 (consulté le 19 novembre 2023).
4. ↑  (pt) « Padre Alessandro Enrico de Borbón », sur arquisp.org, 2022 (consulté le 24 janvier 2022).